# Eodorcadion novitzkyi
Eodorcadion novitzkyi là một loài bọ cánh cứng trong họ Cerambycidae.